# Famille Savatier
La famille Savatier est une famille d’ancienne bourgeoisie originaire du Poitou, qui depuis l’Ancien Régime a fourni un grand nombre de juristes dont certains se sont distingués et ont depuis la fin du XIXe siècle marqué le droit ou la vie politique et intellectuelle française.

## Origine de la famille
On trouve la famille Savatier à la fin du XVIe siècle à Dangé-Saint-Romain où  Denis Savatier et son épouse Meleine Philiponneau sont inhumés dans le chœur de l’église Saint-Ustre, où ils possèdent des moulins à huile.
Au XVIIIe siècle, ils se fixent à Châtellerault où plusieurs de ses membres exercent la charge de ‘’procureur au Siège Royal  et à la sénéchaussée’’ de la ville. Enfin au XIXe siècle et au XXe siècle, gardant des attaches à Ingrandes et à Lésigny-sur-Creuse où ils sont maires pendant plusieurs générations, ils quittent Châtellerault et résident à Poitiers, d’où ils  jouent un rôle de plan national et même parfois international dans la doctrine du catholicisme social et dans la mise en place de nouveaux concepts juridiques.
Toujours très présente dans le droit, une salle d'audience de la cour d'appel de Paris portant d'ailleurs son nom, cette famille compte aussi parmi ses membres des ingénieurs, des artistes et des sportifs de haut niveau.

## Principaux membres de la famille Savatier
- René Savatier (5/01/1733 à Châtellerault – 5/06/1818 à Châtellerault), procureur au Siège royal et à la Sénéchaussée de Châtellerault, puis avoué au Tribunal d'instance de Châtellerault[3], achète en 1791 le manoir de la Haute-Pâtrière à Lésigny-sur-Creuse [4] ;
- Jean Savatier (19/01/1737 à Vaux-sur-Vienne – 21/08/1816 à Châtellerault), procureur au Siège Royal et à la Sénéchaussée de Châtellerault, puis juge de paix à Châtellerault[5] ;
- Ambroise Savatier (7/12/1784 à Châtellerault – 12/01/1859 à Châtellerault), licencié es lois, économe au collège royal de Poitiers, adjoint au maire de Poitiers[6], propriétaire de la Grande Vacherie [7] ;
- Auguste Savatier (25/03/1786 à Châtellerault – 13/03/1868 à Châtellerault) [8], avocat à Châtellerault, démissionne du barreau ne voulant pas prêter serment à la constitution de 1830, membre du conseil municipal de Châtellerault, membre du conseil départemental de l'arrondissement de Châtellerault, constructeur des Pâtrières à  Lésigny-sur-Creuse [4];
- René-Gustave Savatier (19/02/1822 à Châtellerault – 11/01/1872 à Poitiers) [9], avocat à Châtellerault, président de la fabrique de Lésigny-sur-Creuse, constructeur de l'aile des Pâtrières à  Lésigny-sur-Creuse [4];
- Jules Savatier (11/01/1831 à Châtellerault – 28/05/1905 à Poitiers) [10] magistrat catholique démis par les décrets de 1883, membre de la  Société académique d'agriculture, belles-lettres, sciences et arts [11], maire de Lésigny-sur-Creuse ;
- Henri Savatier (13/11/1885 à Poitiers – 13/07/1952 à Lésigny-sur-Creuse), un des fondateurs du Catholicisme social, avocat, directeur de l'Association Catholique, chef de bataillon, chevalier de la Légion d'honneur, de Saint-Grégoire-le-Grand, commandeur de Saint-Stanislas de Russie, maire de Lésigny-sur-Creuse ;
- Lucien Savatier  (28/3/1863 à Poitiers - 27/6/1938 à Toulon), Ingénieur de l'École Centrale (1887), Ingénieur en chef des Forges et Chantiers de la Méditerranée, collaborateur du général Estienne, père des chars s'assaut [12], Chevalier de la Légion d'Honneur[13], Commandeur de Saint-Stanislas de Russie, Commandeur de Sainte-Anne de Russie, Commandeur d'Isabelle La Catholique d'Espagne, propriétaire du château du Rouët [14];
- René Savatier (29/03/1892 à Poitiers – 20/06/1984 à Poitiers), Professeur de droit, Président du Comité de Libération de la Vienne, Correspondant de l'Académie des Sciences Morales et Politiques, Fondateur de l'Institut d'administration des entreprises de Poitiers, Doyen de la Faculté de droit et de sciences économiques de l'université de Poitiers, de 1955 à 1959, Doyen honoraire (1959). Officier de la Légion d'Honneur, Officier de la Santé Publique. Commandeur des Palmes académiques, Kings Medal for Courage, Chevalier de l'Ordre de Saint-Grégoire le Grand, maire de Lésigny-sur-Creuse ;
- Jean Savatier[15] (17/05/1922 à Poitiers – 24/02/2015 à Poitiers), Professeur de droit, directeur de l'Institut d'administration des entreprises de Poitiers, Chevalier de la Légion d'Honneur, Officier du mérite national, Commandeur des Palmes académiques;
- Révérend Père Henri Savatier [16], (30/8/1923 à Le Givre- 20/12/2009), père blanc, 58 années comme missionnaire principalement au Mali;
- Lucien Savatier [17] (14/11/1924 à Poitiers- 5/10/2015 à Paris), Capitaine au Long Cours, Pilote Maritime de Dunkerque, Lieutenant de Vaisseau Honoraire, Président des Pilotes de Dunkerque, Maire de Sassetot-le-Mauconduit , Chevalier du Mérite Maritime;
- André Savatier [18],[19] né le 3/7/1927 à Poitiers, décédé le 26/10/2022 à Grenoble, ingénieur en Hydraulique, chevalier du mérite agricole, chevalier de la légion d'honneur;
- Paul Savatier né le 17/05/1922 à Poitiers, décédé le 23/7/2018 à Châtellerault, comédien, écrivain, scénariste de séries télévisées, marié à Élisabeth Janvier, écrivain et dramaturge
- Élisabeth Janvier-Savatier (1932-1991), écrivaine, scénariste et actrice, mariée à Paul Savatier, écrivain, scénariste de séries télévisées ;
- Pierre Savatier né le 14/11/1954 à Poitiers, artiste contemporain  qui a acquis une certaine notoriété dans la photographie en utilisant tout particulièrement la technique du photogramme;
- Damien Savatier né le 28/06/1958 à Malo-les-Bains, pilote au port du Havre, régatier de haut niveau et responsable de clubs nautiques, Chevalier du Mérite Maritime, Médaille des donateurs de la culture 2014 pour la Fondation du Patrimoine[20];
- Emmanuel Savatier [21] né le 22/11/1968 à Tananarive, docteur en droit[22], Maître de Conférences, à l'Université de La Rochelle, enseignant aussi à l'Institut catholique d’études supérieures, avocat au barreau de la Rochelle ; le 7 mai 1987 il a grimpé les deux premiers étages de la tour Eiffel à vélo trial sans poser le pied à terre, record inscrit dans le Livre Guinness des records.

## Demeures familiales
- Domaine des Pâtrières –Lésigny-sur-Creuse [23]. La seigneurie des Pâtrières relevait de Boussay et faisait partie du chapitre de la Cathédrale de Poitiers. Il a été acheté en 1791 par René Savatier(1733-1818), procureur au Siège Royal et à la Sénéchaussée de Châtellerault. Trop à l’étroit dans le manoir, son fils Auguste Savatier a construit la maison de maître vers 1830 et a aménagé le parc et le domaine agricole qui comprenait plusieurs fermes.
- Château du Rouët, Le Muy [24]. Le château du Rouët a été construit sur le site d’une ancienne ferme templière devenu relais de diligence. Avant la révolution, Louis-Henri de Villeneuve (1729- 1794), Marquis de Trans que Louis XV décrit comme "le plus beau gentilhomme du royaume", était amoureux de son petit château du Rouët. Il venait depuis Trans en Provence, premier marquisat de France, y chasser. Il décida d'y faire planter vignes et oliviers par les vignerons de son village. Il expédia même des pièces de vin jusqu'à Versailles par la batellerie du Rhône. Le 17 prairial an II (5 juin 1794) - Louis-Henri de Villeneuve qui avait été arrêté lors de sa participation à la journée du 10 août où il avait défendu le roi, fut condamné par le tribunal révolutionnaire de Paris, comme convaincu d'avoir conçu un projet de soulèvement de la part des détenus avec lui dans la maison d'arrêt de Pont-Libre, et fut guillotiné le même jour.  Le 21 décembre 1844, il a été acquis  du Mont de Piété, par Jean-Louis Bérenguier (1801-1875) maire de Fréjus, puis s’est transmis par les femmes jusqu’à Lucien Savatier  (1863-1938) qui dans les années 1890 a rajouté la chapelle dont les portes viennent du carré d’officiers de la Belle Poule (1834) la frégate  qui avait assuré le retour des cendres de l'Empereur Napoléon Ier  depuis l'île de Sainte-Hélène.
- Château de Briquedalles, Sassetot-le-Mauconduit [25].  Le château de Briquedalles a été construit en 1745 par J.F. Robert Le Chevalier, doyen de la cour des aides et finances de Normandie. Ses héritiers le  revendent en 1799, à la famille Lachèvre  où 6 générations se succèdent avant d’arriver par succession féminine aux Savatier. Lucien Savatier (1924-2015) ancien président des pilotes de Dunkerque, maire de Sassetot-le-Mauconduit pendant 2 législatures.
- Château de la Commanderie, Voulaines-les-Templiers [26]. De l’ancien château, site du grand prieuré de Champagne pour l’ordre de Malte, il ne reste qu’une tour dite ‘’tour des archives’’ [27]. Le château actuel a été construit en 1825 par Joseph Pétot fils du dernier archiviste et s’est passé exclusivement par 6 générations de femmes jusqu’aux Savatier.